# Croton serratus
Pour Croton serratus var. dichotomus, (Klotzsch) Müll.Arg., 1866, voir Croton serratoideus.
Espèce
Croton serratus est une espèce de plantes à fleurs du genre Croton et de la famille des Euphorbiaceae, peut-être présente au Brésil.
Il a pour synonymes :
- Croton brachiatus, Mart. ex Baill., 1858
- Croton serratus var. genuinus, Müll.Arg., 1866
- Croton timandra, Baill., 1864
- Oxydectes serrata, (Klotzsch) Kuntze
- Oxydectes subpannosa var. serrata, (Klotzsch) Kuntze
- Podostachys serrata, (Klotzsch) Klotzsch
- Timandra serrata, Klotzsch